# Список королей Абомеи
Ниже приведён список королей династии Абомеи, правившие африканским государством Дагомея. Династия насчитывает 14 правителей.

## Список
| Имя           | Годы правления | Символ(ы) | Комментарии |
| ------------- | -------------- | --- | --- |
| Гангнихессу   | 1600—1620      | Symbole de Gangnihessou roi du Dahomey au mur de la place Goho à Abomey au Bénin (2)                                                                         | Исторически точно не установлено, что он действительно правил с титулом короля, возможно, он просто был влиятельным лидером, руководившим делами королевства. |
| Дакодону      | 1620—1645      | Symbole de Dako Donou roi du Dahomey au mur de la place Goho à Abomey au Bénin                                                                               | Согласно легенде, Дакодону пришёл к власти, когда его брат, первый король Дагомеи Гангнихессу, находился за пределами столицы.                                |
| Ахо Хуегбаджа | 1645—1685      | | Является основателем Догомеи. |
| Хуесу Акаба   | 1685—1708      | Symbole de Akaba roi du Dahomey au mur de la place Goho à Abomey au Bénin5 · Symbole de Akaba roi du Dahomey au mur de la place Goho à Abomey au Bénin       | Он установил институты и ритуалы возведения на престол короля Абомея.                                                                                         |
| Хангбе        | 1708—1711      | | Единственная королева Дагомеи. |
| Агаджа        | 1711—1740?     | Emblème du roi Agadja-Musée africain de Lyon | Он завоевал королевство Аллада и Сави с его экономической столицей Уида.                                                                                      |
| Тегбессу      | 1740?—1774     | Symbole de Tegbessou roi du Dahomey au mur de la place Goho à Abomey au Bénin                                                                                | |
| Кпенгла       | 1774—1789      | Symbole de Pkingla roi du Dahomey au mur de la place Goho à Abomey au Bénin                                                                                  | Его фигура появляется в историческом комиксе Les Passagers du vent.                                                                                           |
| Агонгло       | 1789—1797      | Symbole de Agonglo roi du Dahomey au mur de la place Goho à Abomey au Bénin                                                                                  | |
| Адандозан     | 1797—1818      | | Он был свергнут за противодействие работорговле Франсиско де Соуза.                                                                                           |
| Гезо          | 1818—1858      | Symbole de Guezo roi du Dahomey au mur de la place Goho à Abomey au Bénin                                                                                    | Он напал на Йоруба и освободился от дани, причитающейся штату Ойо.                                                                                            |
| Глеле         | 1858—1889      | Symbole de Glèlè roi du Dahomey au mur de la place Goho à Abomey au Bénin1                                                                                   | Он по договору, подписанному 19 мая 1868 года, уступил Котону французам.                                                                                      |
| Беханзин      | 1889—1894      | Symbole de Behanzin roi du Dahomey au mur de la place Goho à Abomey au Bénin2 · Symbole de Behanzin roi du Dahomey au mur de la place Goho à Abomey au Bénin | Он боролся против процесса колониальной экспансии в своём королевстве.                                                                                        |
| Аголи Агбо    | 1894—1900      | Symbole de Agoli Agbo roi du Dahomey au mur de la place Goho à Abomey au Bénin2                                                                              | |

## Галерея
|  |  |  |  |  |

## Внешние ссылки
- «La dynastie dahoméenne»